# 陶板屋

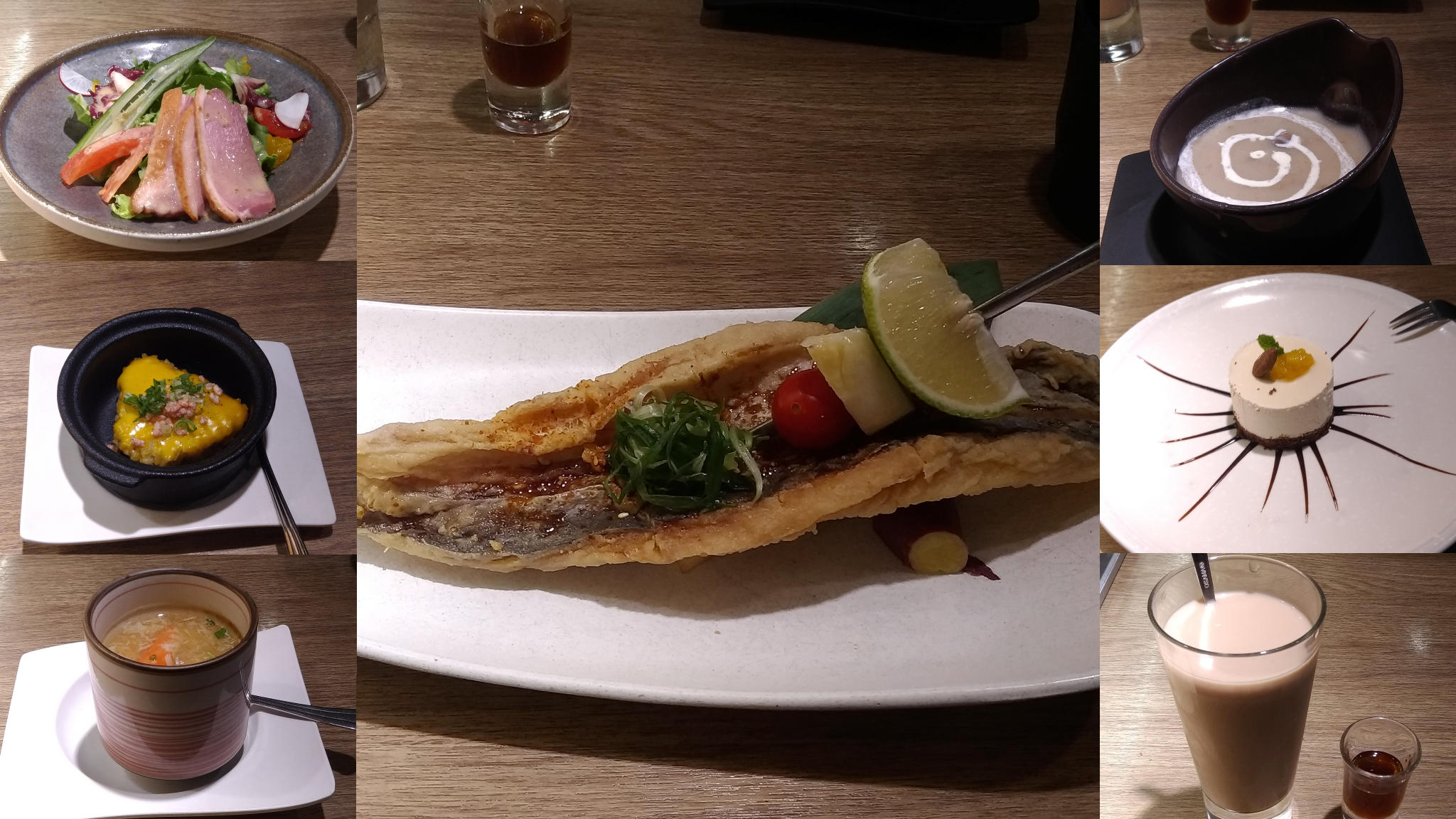
陶板屋提供的料理

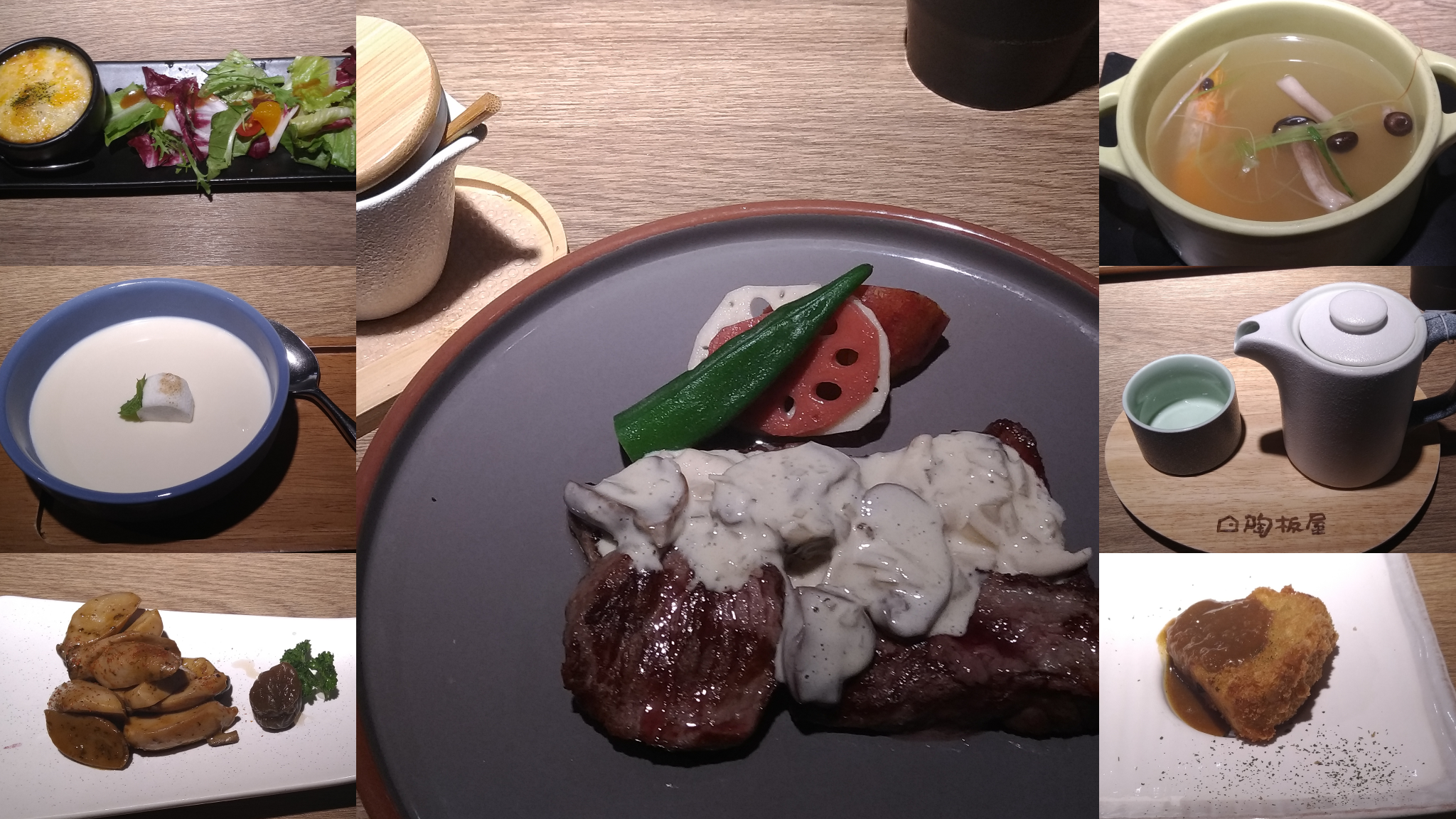
陶板屋提供的料理

陶板屋是台灣王品集團旗下的一家日本懷石料理連鎖異國料理品牌，成立於2002年5月。截止2020年，台灣共有33家分店。

## 外部連結
- 陶板屋 （页面存档备份，存于）
- 陶板屋  LINE 官方帳號 （页面存档备份，存于）
- 王品瘋美食 （页面存档备份，存于）
- 王品瘋美食  LINE 官方帳號 （页面存档备份，存于）
- 王品瘋美食 APP (ios) （页面存档备份，存于）
- 王品瘋美食 APP (Android) （页面存档备份，存于）
- 陶板屋和風創作料理‧Tokiya的Facebook專頁
- 王品瘋美食的Facebook專頁
- 王品瘋美食的Instagram帳戶
- YouTube上的陶板屋頻道